# Hydromorphus
Hydromorphus es un género de serpientes que pertenecen a la familia Dipsadidae. Agrupa a dos especies reconocidas que se distribuyen en América Central y Colombia.

## Taxonomía
Se reconocen las siguientes especies:
- Hydromorphus concolor Peters, 1859
- Hydromorphus dunni Slevin, 1942